# Finally (álbum de Namie Amuro)
Finally (as vezes referido como ALL TIME BEST ALBUM "Finally") é o álbum final e a sétima compilação de sucessos da cantora japonesa Namie Amuro.Foi lançado em 2017 pela gravadora Dimension Point em 3 formatos. Finally é o lançamento final de Amuro antes de sua aposentadoria em setembro de 2018.
O álbum contém 39 faixas anteriores regravadas do catálogo de Amuro e mais 13 faixas novas no terceiro disco, fazendo assim o papel de álbum final. Comercialmente, o álbum fez um sucesso extraordinário no Japão, estreando em #1 na Oricon Albums Chart e Billboard Hot Albums com vendas recordes de um milhão em uma semana. No total, as vendas chegam a 2,5 milhões de cópias. Ganhou o prêmio de álbum do ano no Japan Gold Disc Award de 2018.

## Antecedentes e desenvolvimento
A partir de 2 de dezembro de 2015, Namie Amuro começou a lançar maxi-singles que não apareceriam em seu álbum de estúdio Genic, de 2015, que começou com o lançamento de "Red Carpet". Paralelamente, a cantora se preparou para duas turnês: a Livegenic Tour - que promovia o álbum Genic - e sua turnê anual Live Style, que terminou em fevereiro de 2017. Amuro agendou um show especial em sua cidade natal, Okinawa, em 16 de setembro de 2017 para comemorar seu 25.º aniversário no ramo da música. O show foi originalmente planejado em 2012 para comemorar seu 20.º aniversário, mas foi descartado devido a avisos meteorológicos. Quatro dias depois, no aniversário de 40 anos de Amuro, ela anunciou via Facebook seu desejo de se aposentar da indústria da música em 16 de setembro de 2018.
Depois, ela revelou planos de lançar um "álbum final", que foi especulado para ser seu décimo terceiro álbum de estúdio. Em vez disso, Amuro divulgou detalhes para a Oricon sobre uma compilação, originalmente intitulada All Time Best, que incluiria todos os singles selecionados entre seu debut (1992) e "Just You and I" (2017).
Juntamente com as músicas que ela havia anunciado, o álbum de compilação Finally apresentou sete faixas inéditas: "Christmas Wish" (lançado como um single de rádio em novembro de 2016), "Hope", "In Two", "How Do You Feel Now?", "Showtime", "Do It For Love" e "Finally". Amuro tinha confirmado isso em seu site e anunciou que seria re-intitulado para Finally. Ela publicou várias fotos promocionais, que coincidiram com seu lançamento. Finalmente foi servido como um álbum duplo, com a maioria do conteúdo consistindo de seus singles anteriores, e um adicional de 13 faixas que compuseram um álbum de estúdio. Todos os seus singles, até "Tsuki", de 2014, foram regravados com novos vocais e arranjos em 2017 (todas as músicas do "Red Carpet" permaneceram em seus formatos originais).

## Lista de faixas
| Finally – Disco 1 |                                                      |                 |         |  |
| N.º               | Título                                               | Compositores    | Duração |  |
| 1.                | "Mister U.S.A." (ミスターU.S.A.)                     | Minoru Moritada | 4:29    |  |
| 2.                | "Aishite Muscat" (愛してマスカット)                  | Minoru Komorita | 4:06    |  |
| 3.                | "Paradise Train"                                     | Nakanishi Keizo | 4:33    |  |
| 4.                | "Try Me (Watashi o Shinjite)" (TRY ME～私を信じて～) | Hinoky Team     | 4:01    |  |
| 5.                | "Taiyou no Season" (太陽のSEASON)                    | Hinoky Team     | 3:32    |  |
| 6.                | "Body Feels Exit"                                    | Komuro          | 4:24    |  |
| 7.                | "Chase the Chance"                                   | Komuro          | 4:32    |  |
| 8.                | "Don't Wanna Cry"                                    | Komuro          | 5:47    |  |
| 9.                | "You're My Sunshine"                                 | Komuro          | 5:50    |  |
| 10.               | "Sweet 19 Blues"                                     | Komuro          | 5:37    |  |
| 11.               | "A Walk in the Park"                                 | Komuro          | 5:39    |  |
| 12.               | "Can You Celebrate?"                                 | Komuro          | 6:21    |  |
| 13.               | "How to be a Girl"                                   | Komuro          | 4:26    |  |
| 14.               | "I Have Never Seen"                                  | Komuro          | 4:47    |  |
| 15.               | "Respect the Power of Love"                          | Komuro          | 4:23    |  |
| 16.               | "Never End"                                          | Komuro          | 5:17    |  |

| Finally – Disco 2 |                                    |                                           |         |  |
| N.º               | Título                             | Compositores                              | Duração |  |
| 1.                | "Say the Word"                     | Ronald Malmberg Thomas Johansson          | 3:56    |  |
| 2.                | "I Will"                           | Hiroaki Hayama                            | 5:35    |  |
| 3.                | "So Crazy"                         | Full Force Johnson                        | 4:33    |  |
| 4.                | "Girl Talk"                        | Michico T. Kura                           | 4:23    |  |
| 5.                | "Want Me, Want Me"                 | Sugi-V                                    | 3:12    |  |
| 6.                | "Can't Sleep, Can't Eat, I'm Sick" | Michico T. Kura                           | 3:49    |  |
| 7.                | "Baby Don't Cry"                   | Nao'ymt                                   | 5:22    |  |
| 8.                | "Funky Town"                       | L.L.Brothers Michico T. Kura              | 3:48    |  |
| 9.                | "New Look"                         | Michico T. Kura                           | 3:57    |  |
| 10.               | "Rock Steady"                      | Michico T. Kura                           | 3:31    |  |
| 11.               | "What a Feeling"                   | Michico Shinchi Osawa                     | 3:48    |  |
| 12.               | "Dr."                              | Nao'ymt                                   | 5:48    |  |
| 13.               | "Break It"                         | Nao'ymt                                   | 3:24    |  |
| 14.               | "Get Myself Back"                  | Nao'ymt                                   | 4:35    |  |
| 15.               | "Fight Together"                   | Nao'ymt                                   | 4:20    |  |
| 16.               | "Tempest"                          | Nao'ymt                                   | 4:41    |  |
| 17.               | Sem título                         | Michico T. Kura                           | 3:17    |  |
| 18.               | "Love Story"                       | T-SK Tesung Kim Olivia Nervo Miriam Nervo | 4:42    |  |

| Finally – Disco 3 |                        |                                                                                    |         |  |
| N.º               | Título                 | Compositores                                                                       | Duração |  |
| 1.                | "Arigatou"             | T. Kura                                                                            | 4:11    |  |
| 2.                | "Damage"               | Nao'ymt                                                                            | 4:50    |  |
| 3.                | "Big Boys Cry"         | Harambasic Wik Svendsen Aitken Johansen Larsen                                     | 3:24    |  |
| 4.                | "Contrail"             | Nao'ymt                                                                            | 4:16    |  |
| 5.                | "Tsuki"                | Zetton Fast Lane Lisa Desmond                                                      | 3:38    |  |
| 6.                | "Red Carpet"           | Tishler Winger Lewis                                                               | 3:43    |  |
| 7.                | "Mint"                 | Marcus Oberg Emyli                                                                 | 3:49    |  |
| 8.                | "Hero"                 | Sunny Boy Imai                                                                     | 5:37    |  |
| 9.                | "Dear Diary"           | Tishler Barton Bewared Tiger                                                       | 3:29    |  |
| 10.               | "Fighter"              | Emyli Reason                                                                       | 3:28    |  |
| 11.               | "Christmas Wish"       | Marcus Lundin Emyli                                                                | 4:00    |  |
| 12.               | "Just You and I"       | Jenna Donnelly Kiyohito Komatsu                                                    | 3:38    |  |
| 13.               | "Hope"                 | Mio Ito Low                                                                        | 4:12    |  |
| 14.               | "In Two"               | Kapit Anraku Sorano Ito                                                            | 3:57    |  |
| 15.               | "How Do You Feel Now?" | Komuro                                                                             | 3:50    |  |
| 16.               | "Showtime"             | Samuel Waermo Marcus Susumu Kawaguchi                                              | 3:06    |  |
| 17.               | "Do It For Love"       | Jerry Barnes Chris Leon Francis Cathcart Kathrine Nicole Tucker Kevin Nicolas Drew | 4:21    |  |
| 18.               | "Finally"              | Tishler Barton Charles                                                             | 3:39    |  |

| Finally – DVD/Blu-Ray extra |                        |                   |         |  |
| N.º                         | Título                 | Diretores         | Duração |  |
| 1.                          | "Red Carpet"           | Hisashi Kikuchi   |         |  |
| 2.                          | "Mint"                 | Naokazu Mitsuishi |         |  |
| 3.                          | "Hero"                 |                   |         |  |
| 4.                          | "Dear Diary"           | Ryouhei Shingu    |         |  |
| 5.                          | "Fighter"              | Hiroaki Higashi   |         |  |
| 6.                          | "Christmas Wish"       |                   |         |  |
| 7.                          | "Just You and I"       |                   |         |  |
| 8.                          | "In Two"               |                   |         |  |
| 9.                          | "How Do You Feel Now?" |                   |         |  |
| 10.                         | "Showtime"             |                   |         |  |
| 11.                         | "Do It For Love"       |                   |         |  |
| 12.                         | "Finally"              |                   |         |  |

## Vendas

### Paradas japonesas
| Chart (2017)                                | Posição mais alta |
| ------------------------------------------- | ----------------- |
| Japão Hot Albums Chart (Billboard)          | 1                 |
| Japão Year-End Hot Albums Chart (Billboard) | 1                 |
| Japão Top Album Sales (Billboard)           | 1                 |
| Japão Year-End Top Album Sales (Billboard)  | 1                 |
| Japão Daily Chart (Oricon                   | 1                 |
| Japão Weekly Chart (Oricon)                 | 1                 |
| Japão Monthly Chart (Oricon)                | 1                 |
| Japão Yearly Chart (Oricon)                 | 1                 |

| Chart (2018)                                | Posição mais alta |
| ------------------------------------------- | ----------------- |
| Japão Year-End Hot Albums Chart (Billboard) | 1                 |
| Japão Year-End Top Album Sales (Billboard)  | 1                 |
| Japão Daily Chart (Oricon)                  | 1                 |
| Japão Weekly Chart (Oricon)                 | 2                 |
| Japão Monthly Chart (Oricon)                | 5                 |
| Japão Yearly Chart (Oricon)                 | 1                 |

## Certificações e vendas
| Região                                                                                                  | Certificação | Vendas    |
| --- | ------------ | --------- |
| Japan (RIAJ)                                                                                            | 2× Diamante  | 2,296,791 |
| *números de vendas baseados somente na certificação ^números de vendas baseados somente na certificação |              |           |